# Cèrvids
Els cèrvids (Cervidae) són una família de mamífers remugants que conté els cérvols i espècies afins. Els cèrvids tenen potes primes, peülles partides en dos (per la qual cosa són considerats artiodàctils) i llargs colls. Són esvelts herbívors i mamífers. Tenen el pèl llis o tord, i són els únics mamífers als quals els creixen banyes noves cada any, formades per os mort. Només en desenvolupen els mascles adults, excepte entre els rens, que en tenen en ambdós sexes. Les utilitzen durant l'època d'aparellament, quan els mascles competeixen per les femelles.
Les banyes comencen a formar-se a partir de dues protuberàncies del crani i en créixer, les recobreix un vellut. A mesura que les banyes creixen, es comencen a ramificar. Finalment, el vellut cau. Així el banyam, ram o la cornamenta és completa. En la major part de les espècies, apareixen el primer o segon any de vida en forma no ramificada, que es va complicant cada any fins que l'animal arriba a la maduresa.
Habiten en diverses zones del planeta: hom en pot trobar a Europa, Àsia, Amèrica, el nord d'Àfrica i en certes zones àrtiques. Hi ha espècies d'Euràsia i les Amèriques que han estat introduïdes a Austràlia, Nova Zelanda, Nova Guinea i a les illes de Hawaii.
A l'illa de Mallorca fou una espècie introduïda durant l'edat mitjana; una font àrab en confirma l'absència a l'illa. La casa reial de Mallorca els introduí per la caça recreativa, en especial a la possessió reial de la Devesa de Ferrutx. D'allà s'escamparen per tota l'illa, en especial per la península de Llevant i també per la serra de Tramuntana i altres parts com Felanitx o Santanyí. Cap al segle xvi la població minvà, i es degué extingir cap al segle xviii.
Els cèrvids varien de grandària, essent l'ant el més gros i el pudu, el més petit.
La majoria dels cèrvids tenen una glàndula prop de l'ull que conté feromona, substància que els serveix per marcar llur territori. Els mascles utilitzen aquesta substància quan es troben molestats per la presència d'altres mascles.
La major part de les espècies de cèrvids viuen en grups familiars engir d'una femella, encara que n'hi ha altres, com els cérvols mesquers, que viuen en parella. S'alimenten de fulles, branques i brots de plantes. El període de gestació de les femelles varia dels 160 dies als 10 mesos segons l'espècie; donen a llum una o dues cries a l'any, que reben el nom de cervatells.
Durant el zel, els cèrvids mascles emeten un crit potent, el bram. Aquest fet rep el nom de la brama o bramada.

## Classificació
- Subfamilia Muntiacinae
  - Gènere Muntiacus Muntjac comú
    - Muntjac comú, Muntiacus muntjak

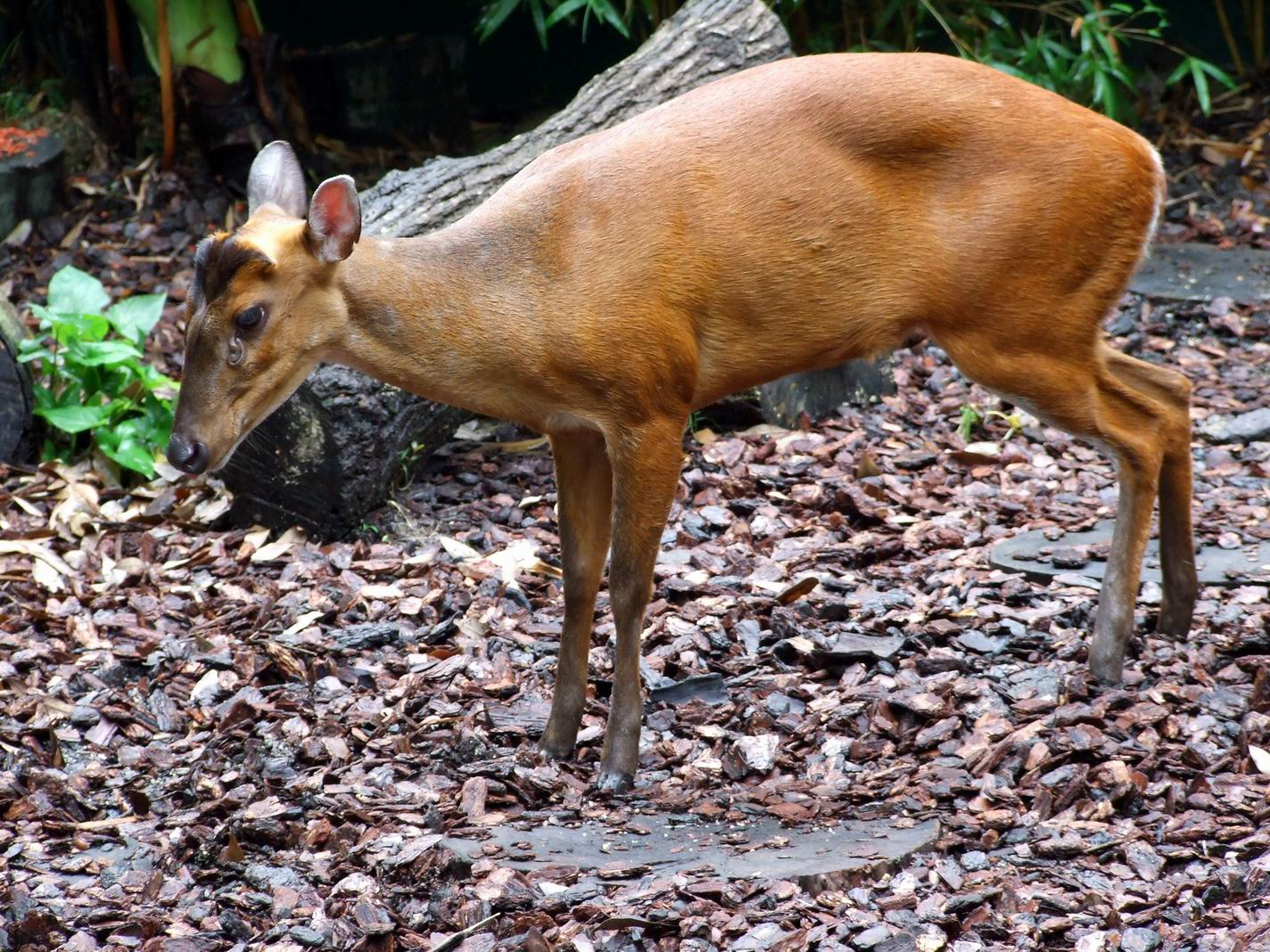
Muntjac comú

    - Muntjac de Reeves, Muntiacus reevesi
    - Muntjac negre, Muntiacus crinifrons
    - Muntjac de Tenasserim, Muntiacus feae
    - Muntjac de Borneo, Muntiacus atherodes
    - Muntjac de Roosevelt, Muntiacus rooseveltorum
    - Muntjac de Gongshan, Muntiacus gongshanensis
    - Muntiacus vuquangensis
    - Muntiacus truongsonensis
    - Muntiacus putaoensis
    - Muntiacus montanus

  - Gènere Elaphodus
    - Elaphodus cephalophus
- Subfamília Cervinae
  - Gènere CervusCérvol comú
    - Cérvol comú, Cervus elaphus
    - Uapití, Cervus canadensis

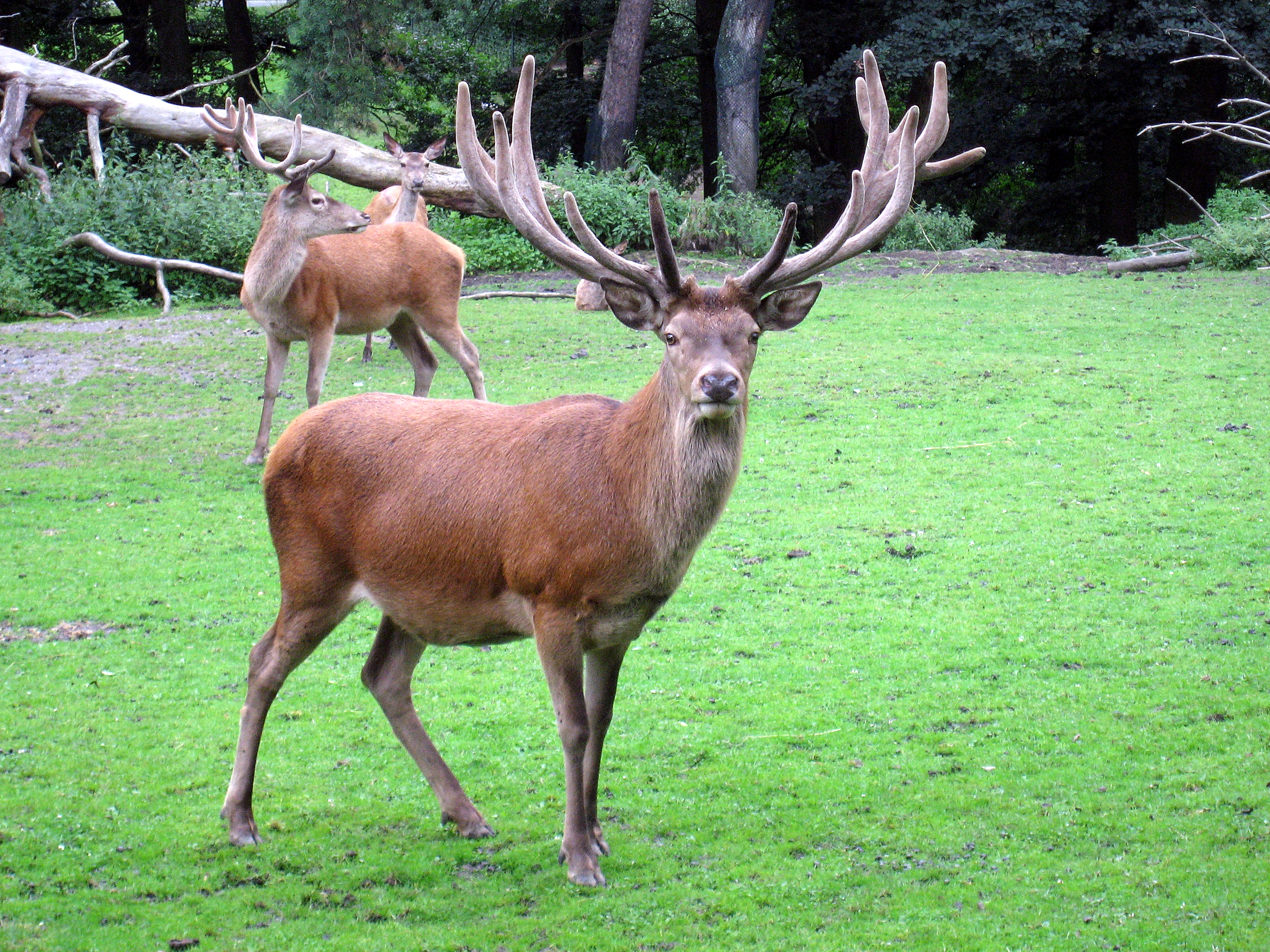
Cérvol comú

      - Cérvol de Roosevelt, Cervus canadiensis roosevelti

    - Cérvol de Thorold, Cervus albirostris
    - Sika, Cervus nippon
    - Cérvol d'Eld, Cervus eldii
    - Sambar, Cervus unicolor
    - Russa, Cervus timorensis
    - Cérvol de les Filipines, Cervus mariannus
    - Cérvol d'Alfred, Cervus alfredi

  - Gènere AxisAxis
    - axis, Axis axis
    - Cérvol porquí, Axis porcinus
    - Axis calamianensis
    - Axis kuhlii

  - Gènere Elaphurus

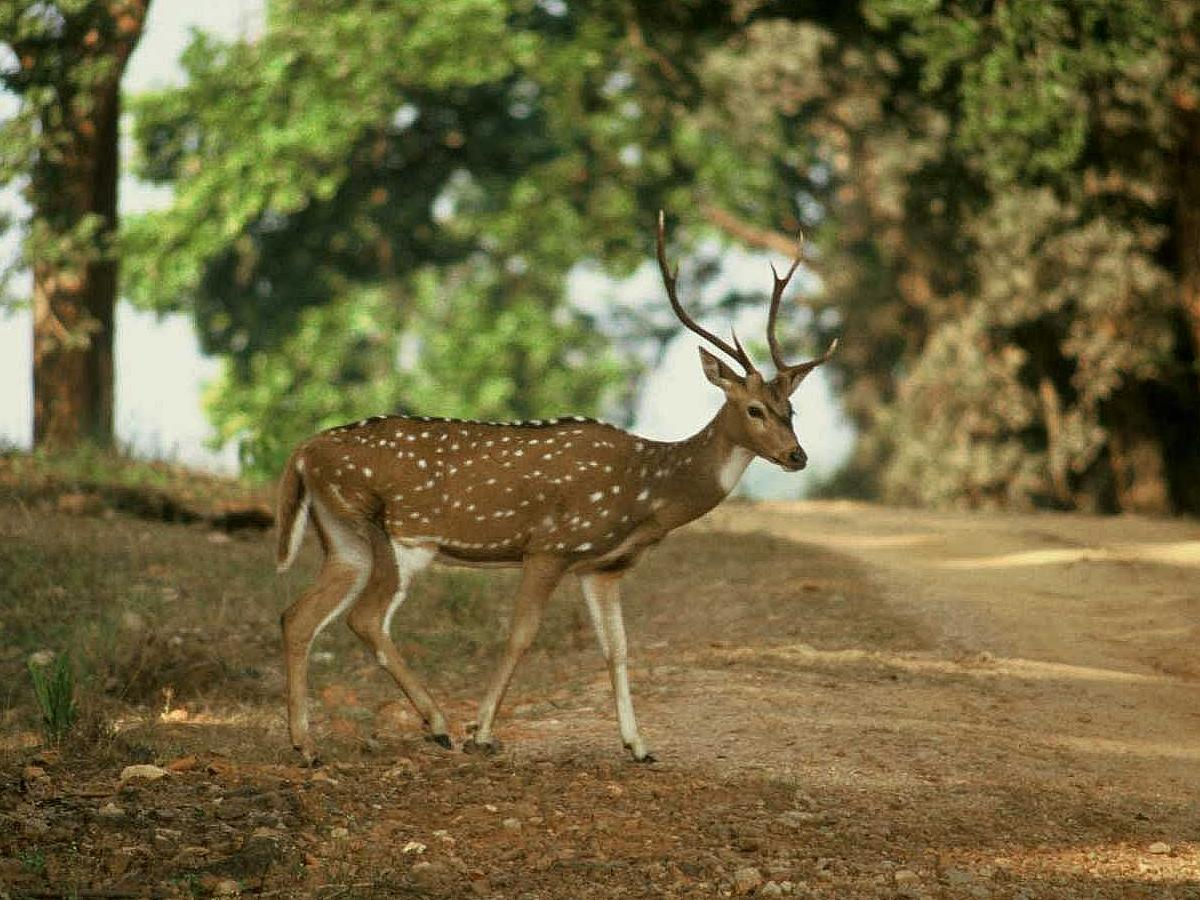
Axis

    - Cérvol del Pare David, Elaphurus davidianus

  - Gènere Dama
    - Daina, Dama dama
    - Dama mesopotamica

  - Gènere Megaloceros (extint)
    - Cérvol gegant, Megaloceros giganteus

  - Gènere Rucervus
    - Barasinga, Cervus duvaucelii
    - Cérvol de Schomburgk, Cervus schomburgki (extinta)
- Subfamília Hydropotinae
  - Gènere Hydropotes
    - Cérvol aquàtic, Hydropotes inermis
- Subfamília Odocoileinae
  - Gènere Odocoileus
    - Cérvol de Virgínia, Odocoileus virginianus
    - Cérvol mul, Odocoileus hemionus

  - Gènere Blastocerus
    - Cérvol dels pantans, Blastocerus dichotomus

  - Gènere Ozotoceros
    - Cérvol de les pampes, Ozotoceros bezoarticus

- - Gènere MazamaMazama mexicà
    - Mazama mexicà, Mazama americana
    - Mazama bricenii
    - Mazama nan, Mazama chunyi
    - Mazama bru, Mazama gouazoubira
    - Mazama nana
    - Mazama pandora
    - Mazama vermell, Mazama rufina
    - Mazama tienhoveni

  - Gènere Pudu

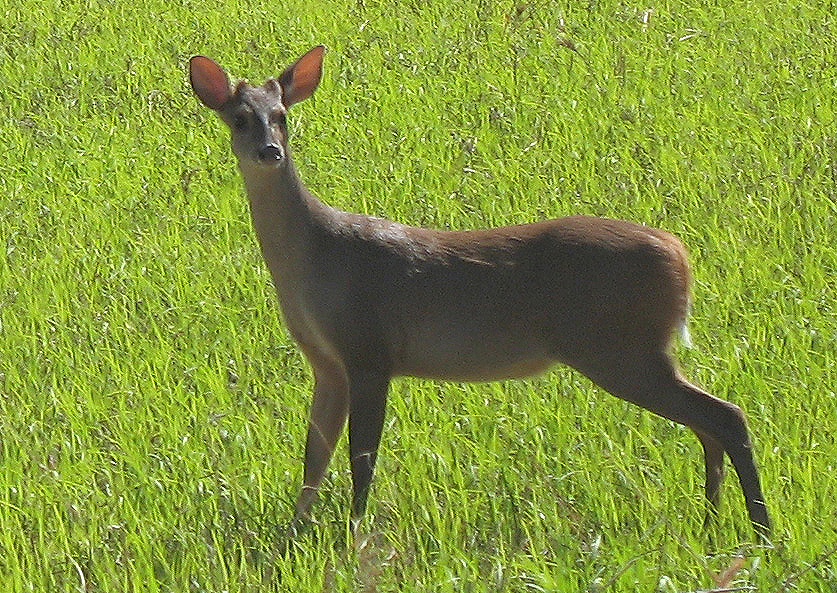
Mazama mexicà

    - Pudu septentrional, Pudu mephistophiles
    - Pudu meridional, Pudu puda

  - Gènere Hippocamelus
    - Huemul septentrional, Hippocamelus antisensis
    - Huemul meridional, Hippocamelus bisulcus

  - Gènere Capreolus
    - Cabirol, Capreolus capreolus
    - Capreolus pygargus

  - Gènere Rangifer
    - Ren, Rangifer tarandus
      - Caribú de Peary, Rangifer tarandus peary
      - Caribú àrtic, Rangifer tarandus groenlandicus
      - Caribú dels boscos, Rangifer tarandus caribou

  - Gènere Alces
    - Ant, Alces alces

Els cérvols mesquers havien estat inclosos anteriorment dintre dels cèrvids, però actualment es classifiquen en la seva pròpia família.

## Aspectes culturals

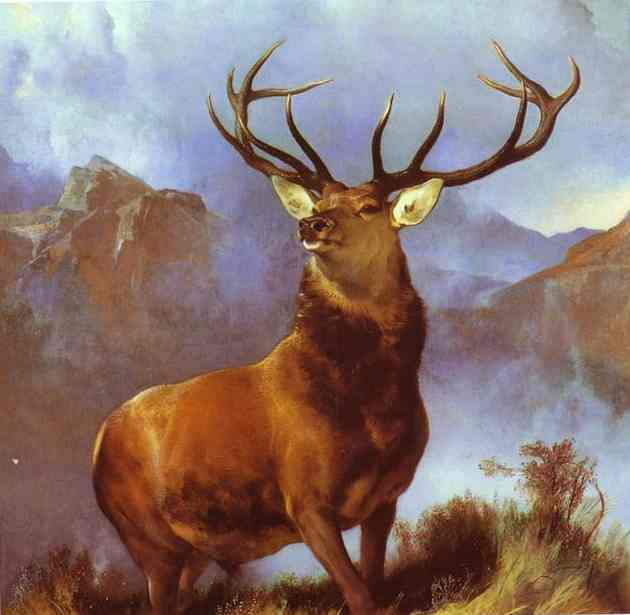
El Rei de la Vall, quadre d'Edwin Henry Landseer del 1840, famós per l'ús que se n'ha fet en publicitat i perquè apareix en bitllets estatunidencs.

El cérvol té diversos significats a la cultura. Per una banda, és el rei del bosc, per això apareix a diversos escuts d'armes, especialment noruecs. És un animal freqüent a la pintura rupestre.

Les seves banyes són intricades com l'arbre de la vida. Apareix junt amb diversos déus, com la caçadora Diana o Saraswati, de la mitologia hindú. 
Per als mexicans té un sentit màgic, ja que les banyes comuniquen amb els déus huichol. Un cérvol blanc era un missatger dels déus per als celtes. A la poesia religiosa, el cérvol indica l'ànima o la puresa, especialment quan la persona està refugiant-se al bosc per buscar la soledat i pensar en Déu o en si mateixa (fet que explica l'abundància de cérvols a la mística). A les pintures xineses evoca també la pau i la soledat o bé la malenconia.
Com a personatges ficticis, destaca el cérvol de la pel·lícula de Disney, Bambi, la història de la vida d'un cérvol que aprèn el perill que causa l'home, ja que maten la seva mare. Dins de les llegendes associades als sants, el cérvol té un paper important en la conversió d'Hubert de Lieja, al qual acompanya. També sol ser present en la iconografia d'Eustaqui de Roma i Gil de Roma.